# Rugby à sept aux Jeux européens de 2023
Le tournoi de rugby à sept aux Jeux européens de 2023 a lieu au stade Henryk-Reyman de Cracovie, en Pologne, du 25 juin au 27 juin 2023 avec deux épreuves, une masculin et une féminin. Il s'agit de la première apparition du sport aux Jeux européens.
L'Irlande chez les hommes et la Grande-Bretagne chez les femmes remportent cette compétition.

## Qualifications
Les équipes qui ont déjà confirmé une place de quota pour leur CNO aux Jeux olympiques de Paris 2024 en tant que pays hôte ou jusqu'aux World Rugby HSBC Sevens World Series 2022-2023 ne sont pas éligibles pour participer à l'événement respectif aux Jeux européens de 2023.
Les douze meilleures équipes du classement Rugby Europe Sevens Series sont qualifiées pour les Jeux européens de 2023.
Rugby Europe organisera une manche des RE Championship Series 2023 et une manche des RE Trophy Series 2023 avant les Jeux européens 2023. Le classement des deux épreuves définira le classement des Jeux européens.
Les vainqueurs des épreuves masculines et féminines qualifieront leur CNO pour les Jeux olympiques de Paris 2024. Les équipes classées 2e et 3e se qualifieront pour le tournoi final de repêchage olympique (TQO masculin et TQO féminin ).

## Médaillés
| Épreuve          | Or | Argent | Bronze |
| ---------------- | --- | --- | --- |
| Tournoi masculin | Irlande- Jack Kelly - Andrew Smith - Harry McNulty - Zac Ward - Niall Comerford - William Dardis - Jordan Conroy - Liam McNamara - Dylan O'Grady - Terry Kennedy - Mark Roche - Sean Cribbin - Bryan Mollen                   | Grande-Bretagne- Jamie Farndale - Thomas Williams - Alexander Davis - Kaleem Barreto - Ross McCann - James Barden - Olufemi Sofolarin - Frederick Roddick - Morgan Williams - Robert Fergusson - Thomas Emery - William Homer - Max McFarland                  | Espagne- Tobias Sainz Trapaga Devot - Josep Serres Mont - Asier Perez Cervilla - Juan Pedro Ramos Martin - Nicolas Nieto Simon - Jaime Mata Sanchez - Pol Pla - Miguel Reina Perez - Alejandro Laforga Castro - Manuel Moreno Asensi - Tiago Romero Basco - Eduardo Serafin Lopez Sanchez - Jaime Manteca Mercader |
| Tournoi féminin  | Grande-Bretagne- Lisa Thomson - Abbie Brown - Rhona Lloyd - Jade Shekells - Shona Campbell - Lauren Torley - Emma Uren - Heather Cowell - Isla Norman-Bell - Megan Jones - Jasmine Joyce - Amy Wilson-Hardy - Eleanor Boatman | Pologne- Patrycja Zawadzka - Julianna Schuster - Tamara Czumer-Iwin - Małgorzata Kołdej - Marta Morus - Katarzyna Paszczyk - Anna Klichowska - Hanna Maliszewska - Julia Druzgała - Natalia Pamięta - Sylwia Witkowska - Klaudia Respondek - Martyna Wardaszka | Tchéquie - Julie Doležilová - Pavlína Čuprová - Kristýna Plevová - Christine Tesarová - Kristýna Riegertová - Julie Petříková - Anežka-Marta Sládková - Vera Gaertnerová - Petra Vacková - Jana Urbanová - Tereza Baťhová - Veronika Bolfová - Veronika Oupicová                                                   |

## Compétition féminine

### Phase de poule
Légende
- Les deux premiers de chaque poule sont qualifiés pour les quarts de finale.
- Les deux meilleures troisièmes rejoignent les quarts de finale.
- Les autres équipes participeront à un tournoi de classement.

#### Poule A
Lors de la première journée de compétition, la Grande-Bretagne et la Tchéquie remporte leurs deux matchs du jour. Les Britanniques commencent par une victoire 55 à 0 face à la Norvège, puis s'imposent 36-5 contre l'Italie. Les Tchèques quant à elles battent les Italiennes 28-5 puis les Norvégiennes 31-0.
Lors de la deuxième journée, l'Italie bat la Norvège et termine troisième de sa poule. La Grande-Bretagne et la Tchéquie s'affrontent pour la première place de la poule. Ce sont les Britanniques qui s'imposent 37 à 5. L'Italie se qualifie to en quart de finale, faisant partie des meilleurs troisièmes.
| Rang | Pays            | J | V | N | D | Pm  | Pe  | Diff | Pts |
| ---- | --------------- | - | - | - | - | --- | --- | ---- | --- |
| 1    | Grande-Bretagne | 3 | 3 | 0 | 0 | 128 | 10  | +118 | 9   |
| 2    | Tchéquie        | 3 | 2 | 0 | 1 | 64  | 42  | +22  | 7   |
| 3    | Italie          | 3 | 1 | 0 | 2 | 67  | 64  | +3   | 5   |
| 4    | Norvège         | 3 | 0 | 0 | 3 | 0   | 143 | -143 | 3   |

#### Poule B
La Pologne commence la compétition par une victoire 50 à 0 face à la Turquie, tandis que le Portugal bat l'Allemagne 19-17. Les Polonaises l'emportent ensuite 26-0 face aux Portugaises. Les Turques sont une nouvelle fois battue, par les Allemandes sur le score de 31 à 5.

Au cours de la deuxième journée, le Portugal bat la Turquie 36-5 et se qualifie en quarts de final, tandis que la Pologne bat l'Allemagne 43 à 7 et termine première de la poule. L'Allemagne se qualifie to en quart de finale, faisant partie des meilleurs troisièmes. 
| Rang | Pays      | J | V | N | D | Pm  | Pe  | Diff | Pts |
| ---- | --------- | - | - | - | - | --- | --- | ---- | --- |
| 1    | Pologne   | 3 | 3 | 0 | 0 | 119 | 7   | +112 | 9   |
| 2    | Portugal  | 3 | 2 | 0 | 1 | 55  | 48  | +7   | 7   |
| 3    | Allemagne | 3 | 1 | 0 | 2 | 67  | 64  | +3   | 5   |
| 4    | Turquie   | 3 | 0 | 0 | 3 | 10  | 117 | -107 | 3   |

#### Poule C
La Belgique et l'Espagne remportent leur deux premiers matchs dans la compétition lors de la première journée. Les Balges battent la Suède 40-0, puis la Roumanie 39-0. Les Espagnoles s'imposent 41 à 0 contre les Roumaines, puis 36-0 contre les Suédoises.

Lors de la deuxième journée, la Roumanie bat la Suède 19-12 et termine en troisième position de la poule. L'Espagne et la Belgique s'affrontent pour la première place de la poule, bien qu'elles sont déjà qualifiées en quarts de finale, et les Espagnoles l'emportent 29-7. Elles remportent ainsi leurs trois matchs. La Roumanie ne faisant pas partie des meilleurs troisièmes, ne se qualifie pas pour les quarts de finale.
| Rang | Pays     | J | V | N | D | Pm  | Pe | Diff | Pts |
| ---- | -------- | - | - | - | - | --- | -- | ---- | --- |
| 1    | Espagne  | 3 | 3 | 0 | 0 | 106 | 7  | +99  | 9   |
| 2    | Belgique | 3 | 2 | 0 | 1 | 86  | 29 | +57  | 7   |
| 3    | Roumanie | 3 | 1 | 0 | 2 | 19  | 92 | -73  | 5   |
| 4    | Suède    | 3 | 0 | 0 | 3 | 12  | 95 | -83  | 3   |

### Phase finale

#### Matchs de placement
La Roumanie bat la Norvège 33-0 et s'assure de jouer le match pour la neuvième place, tandis que les Norvégiennes doivent affronter la Turquie, battue par la Suède 10 à 7, pour la onzième place.
Les Norvégiennes s'imposent 10 à 5 face à la Turquie grâce à des essais de Catharina Knudtzon et Ellen Holman et terminent donc à la onzième place tandis que les Turques finissent à la douzième et dernière place de la compétition. La Suède bat la Roumanie 25-5 et termine neuvième.
Les demi-finales des matchs pour la cinquième à la huitièmes place se sont ensuite déroulés et ce sont l'Allemagne et l'Espagne qui ont remporter leur match, en battant respectivement le Portugal 22-7 et l'Italie 38-0. Pour la cinquième place, les Espagnoles affrontent les Allemandes et s'imposent 26 à 5. Pour la septième place, les Italiennes battent les Portugaises 34 à 7.

#### Quarts de finale
Le premier quart de finale oppose la Grande-Bretagne à l'Allemagne. Les Britanniques s'imposent largement sur le score de 53 à 0. Ensuite, les Polonaises, à domicile battent l'Italie 33 à 15, notamment grâce à deux essais de Malgorzata Koldej. La Tchéquie élimine l'Espagne de justesse 17 à 12. Enfin, la Belgique est la dernière équipe à se qualifier en demi-finale après sa victoire 22-5 contre le Portugal.

#### Demi-finales
La première demi-finale entre la Grande-Bretagne et Belgique était équilibrée, mais les Britanniques s'imposent finalement 36-12 grâce à deux essais marqués par Shona Campbell et se qualifient en finale. La Pologne affronte, à domicile, la Tchéquie et remporte la rencontre 29 à 7.

#### Match pour la troisième place et finale
Pour la troisième place, la Tchéquie affronte la Belgique. Un essai en tout début de rencontre d'Anezka-Marta Sladkova permet aux Tchèques de mener 5-0. Ensuite, un essai à transformé d'Emilie Musch permet à la Belgique de prendre l'avantage avant que les Tchèques reprennent l'avantage grâce à un nouvel essai, cette fois transformé. Elles mènent 12-7 à la pause. Deux essais de Kristyna Riegertova ont ensuite permis aux Tchèques d'accroître leur avance jusqu'à 24 à 7. Malgré deux essais de Cécile Blondiau pour la Belgique, la Tchèques ont tenu bon et se sont imposées 24 à 17. Ce résultat leur permet non seulement de monter sur le podium, mais aussi de se qualifier pour le repêchage de World Rugby Sevens, ce qui signifie qu'elles ont toujours une chance de participer aux Jeux olympiques.
En finale, la Grande-Bretagne affronte la Pologne. L'équipe polonaise entre bien dans la rencontre, mais un essai d'Emma Uren, transformé par Isla Norman-Bell, permet à la Grande-Bretagne de mener 7-0. Uren marque un deuxième essai et Meg Jones le transforme pour porter le score à 14-0, puis un nouvel essai inscrit par Jones porte le score à 19-0 à la mi-temps. Au cours de la deuxième période, la Pologne reçoit un carton jaune et Rhona Lloyd en profite pour marquer un essai transformé pour porter le score à 26-0 en faveur de la Grande-Bretagne, avant qu'Ellie Boatman ne marque sept points de plus pour clore le score à 33-0. Les Britanniques remportent donc la médaille d'or, ce qui leur permet de participer aux Jeux olympiques de Paris, tandis que la Pologne, médaillée d'argent, participera au repêchage, tout comme la Tchéquie,.

#### Tableau final
|  | Quarts de finale | Quarts de finale | Quarts de finale | Quarts de finale |                 |                 | Demi-finales | Demi-finales | Demi-finales                  | Demi-finales                  |                               |                               | Finale | Finale | Finale | Finale |
|  |                  |                  |                  |                  |                 |                 |              |              |                               |                               |                               |                               |        |        |        |        |
|  |                  |                  |                  |                  |                 |                 |              |              |                               |                               |                               |                               |        |        |        |        |
|  |                  |                  |                  |                  |                 |                 |              |              |                               |                               |                               |                               |        |        |        |        |
|  | Grande-Bretagne  | Grande-Bretagne  | 53               | 53               |                 |                 |              |              |                               |                               |                               |                               |        |        |        |        |
|  | Grande-Bretagne  | Grande-Bretagne  | 53               | 53               |                 |                 |              |              |                               |                               |                               |                               |        |        |        |        |
|  | Allemagne        | Allemagne        | 0                | 0                |                 |                 |              |              |                               |                               |                               |                               |        |        |        |        |
|  | Allemagne        | Allemagne        | 0                | 0                | Grande-Bretagne | Grande-Bretagne | 36           | 36           |                               |                               |                               |                               |        |        |        |        |
|  |                  |                  |                  |                  | Grande-Bretagne | Grande-Bretagne | 36           | 36           |                               |                               |                               |                               |        |        |        |        |
|  |                  |                  | Belgique         | Belgique         | 12              | 12              |              |              |                               |                               |                               |                               |        |        |        |        |
|  | Portugal         | Portugal         | Belgique         | Belgique         | 12              | 12              | 5            | 5            |                               |                               |                               |                               |        |        |        |        |
|  | Portugal         | Portugal         |                  |                  |                 |                 |              | 5            |                               |                               |                               |                               |        |        |        |        |
|  | Belgique         | Belgique         | 22               | 22               |                 |                 |              |              |                               |                               |                               |                               |        |        |        |        |
|  | Belgique         | Belgique         | 22               | 22               | Grande-Bretagne | Grande-Bretagne | 33           | 33           |                               |                               |                               |                               |        |        |        |        |
|  |                  |                  |                  |                  | Grande-Bretagne | Grande-Bretagne | 33           | 33           |                               |                               |                               |                               |        |        |        |        |
|  |                  |                  | Pologne          | Pologne          | 0               | 0               |              |              |                               |                               |                               |                               |        |        |        |        |
|  | Pologne          | Pologne          | Pologne          | Pologne          | 0               | 0               | 33           | 33           |                               |                               |                               |                               |        |        |        |        |
|  | Pologne          | Pologne          |                  |                  |                 |                 |              |              |                               |                               |                               |                               |        |        |        |        |
|  | Italie           | Italie           | 15               | 15               |                 |                 |              |              |                               |                               |                               |                               |        |        |        |        |
|  | Italie           | Italie           | 15               | 15               | Pologne         | Pologne         | 29           | 29           | Match pour la troisième place | Match pour la troisième place | Match pour la troisième place | Match pour la troisième place |        |        |        |        |
|  |                  |                  |                  |                  | Pologne         | Pologne         | 29           | 29           | Match pour la troisième place | Match pour la troisième place | Match pour la troisième place | Match pour la troisième place |        |        |        |        |
|  |                  |                  | Tchéquie         | Tchéquie         | 7               | 7               |              |              |                               |                               |                               |                               |        |        |        |        |
|  | Espagne          | Espagne          | Tchéquie         | Tchéquie         | 7               | 7               | 12           | 12           |                               |                               |                               |                               |        |        |        |        |
|  | Espagne          | Espagne          |                  |                  |                 |                 |              | 12           |                               |                               | Belgique                      | Belgique                      | 17     | 17     |        |        |
|  | Tchéquie         | Tchéquie         | 17               | 17               |                 |                 |              |              |                               |                               | Belgique                      | Belgique                      | 17     | 17     |        |        |
|  | Tchéquie         | Tchéquie         | 17               | 17               | Tchéquie        | Tchéquie        | 24           | 24           |                               |                               |                               |                               |        |        |        |        |
|  |                  |                  |                  |                  |                 |                 |              |              |                               |                               |                               |                               |        |        |        |        |

|  | Barrage 9-12 | Barrage 9-12 | Barrage 9-12 | Barrage 9-12 |                         |          | Match pour la 9e place | Match pour la 9e place | Match pour la 9e place | Match pour la 9e place |
|  |              |              |              |              |                         |          |                        |                        |                        |                        |
|  |              |              |              |              |                         |          |                        |                        |                        |                        |
|  | Roumanie     | Roumanie     | 33           | 33           |                         |          |                        |                        |                        |                        |
|  | Roumanie     | Roumanie     | 33           | 33           |                         |          |                        |                        |                        |                        |
|  | Norvège      | Norvège      | 0            | 0            |                         |          |                        |                        |                        |                        |
|  | Norvège      | Norvège      | 0            | 0            | Roumanie                | Roumanie | 5                      | 5                      |                        |                        |
|  |              |              |              |              | Roumanie                | Roumanie | 5                      | 5                      |                        |                        |
|  |              |              | Suède        | Suède        | 25                      | 25       |                        |                        |                        |                        |
|  | Suède        | Suède        | Suède        | Suède        | 25                      | 25       | 10                     | 10                     |                        |                        |
|  | Suède        | Suède        |              |              |                         |          |                        | 10                     |                        |                        |
|  | Turquie      | Turquie      | 7            | 7            |                         |          |                        |                        |                        |                        |
|  | Turquie      | Turquie      | 7            | 7            | Match pour la 11e place |          |                        |                        |                        |                        |
|  |              |              |              |              |                         |          |                        |                        |                        |                        |
|  |              |              |              |              |                         |          |                        |                        |                        |                        |
|  | Norvège      | Norvège      | 10           | 10           |                         |          |                        |                        |                        |                        |
|  | Norvège      | Norvège      | 10           | 10           |                         |          |                        |                        |                        |                        |
|  | Turquie      | Turquie      | 5            | 5            |                         |          |                        |                        |                        |                        |
|  | Turquie      | Turquie      | 5            | 5            |                         |          |                        |                        |                        |                        |

|  | Barrage 5-8 | Barrage 5-8 | Barrage 5-8 | Barrage 5-8 |                        |           | Match pour la 5e place | Match pour la 5e place | Match pour la 5e place | Match pour la 5e place |
|  |             |             |             |             |                        |           |                        |                        |                        |                        |
|  |             |             |             |             |                        |           |                        |                        |                        |                        |
|  | Allemagne   | Allemagne   | 22          | 22          |                        |           |                        |                        |                        |                        |
|  | Allemagne   | Allemagne   | 22          | 22          |                        |           |                        |                        |                        |                        |
|  | Portugal    | Portugal    | 7           | 7           |                        |           |                        |                        |                        |                        |
|  | Portugal    | Portugal    | 7           | 7           | Allemagne              | Allemagne | 5                      | 5                      |                        |                        |
|  |             |             |             |             | Allemagne              | Allemagne | 5                      | 5                      |                        |                        |
|  |             |             | Espagne     | Espagne     | 26                     | 26        |                        |                        |                        |                        |
|  | Italie      | Italie      | Espagne     | Espagne     | 26                     | 26        | 0                      | 0                      |                        |                        |
|  | Italie      | Italie      |             |             |                        |           |                        | 0                      |                        |                        |
|  | Espagne     | Espagne     | 38          | 38          |                        |           |                        |                        |                        |                        |
|  | Espagne     | Espagne     | 38          | 38          | Match pour la 7e place |           |                        |                        |                        |                        |
|  |             |             |             |             |                        |           |                        |                        |                        |                        |
|  |             |             |             |             |                        |           |                        |                        |                        |                        |
|  | Portugal    | Portugal    | 7           | 7           |                        |           |                        |                        |                        |                        |
|  | Portugal    | Portugal    | 7           | 7           |                        |           |                        |                        |                        |                        |
|  | Italie      | Italie      | 34          | 34          |                        |           |                        |                        |                        |                        |
|  | Italie      | Italie      | 34          | 34          |                        |           |                        |                        |                        |                        |

## Compétition masculine

### Phase de poule
Légende
- Les deux premiers de chaque poule sont qualifiés pour les quarts de finale.
- Les deux meilleures troisièmes rejoignent les quarts de finale.
- Les autres équipes participeront à un tournoi de classement.

#### Poule A
L'Irlande remporte ses deux matchs lors de la première journée, en battant d'abord la Pologne 66-0, puis l'Italie 38-7. L'Allemagne concède un match nul face à l'Italie 19 à 19, puis l'emporte 47-0 contre les Polonais.

L'Irlande bat l'Allemagne et conserve sa première place de la poule. L'Italie bat la Pologne 50 à 0 mais ce n'est pas suffisant pour passer devant l'Allemagne au classement; elle termine donc troisième. Faisant partie des meilleurs troisième, l'Italie se qualifie en quarts de finale.
| Rang | Pays      | J | V | N | D | Pm  | Pe  | Diff | Pts |
| ---- | --------- | - | - | - | - | --- | --- | ---- | --- |
| 1    | Irlande   | 3 | 3 | 0 | 0 | 123 | 14  | +109 | 9   |
| 2    | Allemagne | 3 | 1 | 1 | 1 | 73  | 38  | +35  | 6   |
| 3    | Italie    | 3 | 1 | 1 | 1 | 76  | 57  | +19  | 6   |
| 4    | Pologne   | 3 | 0 | 0 | 3 | 0   | 163 | -163 | 3   |

#### Poule B
L'Espagne et la Géorgie remportent leurs deux premier match durant la première journée. Les Espagnols battent la Belgique 21-12 puis la Tchéquie 40-14. Les Géorgiens s'imposent difficilement 17 à 14 face aux Tchèques, puis 14 à 7 face aux Belges.

Durant la deuxième journée, l'Espagne bat la Géorgie 35 à 7 et termine première de la poule, tandis que la Belgique s'impose 40 à 7 face à la Tchéquie et termine alors en troisième position. Faisant partie des meilleurs troisième, la Belgique se qualifie en quarts de finale.
| Rang | Pays     | J | V | N | D | Pm  | Pe | Diff | Pts |
| ---- | -------- | - | - | - | - | --- | -- | ---- | --- |
| 1    | Espagne  | 3 | 3 | 0 | 0 | 101 | 33 | +68  | 9   |
| 2    | Géorgie  | 3 | 2 | 0 | 1 | 38  | 56 | -18  | 7   |
| 3    | Belgique | 3 | 1 | 0 | 2 | 59  | 47 | +12  | 5   |
| 4    | Tchéquie | 3 | 0 | 0 | 3 | 35  | 97 | -62  | 3   |

#### Poule C
La Grande-Bretagne ainsi que le Portugal remportent leur deux premiers matchs. Les Britanniques gagnent 45-0 contre la Roumanie et 24-0 contre la Lituanie. La Portugal s'impose 38-12 contre la Lituanie puis 45-12 contre la Roumanie.

La Grandes Bretagne et le Portugal, tous les deux invaincus s'affrontent pour la première place de la poule. Les Britanniques l'emportent 31 à 5. La Lituanie bat la Roumanie 24-10 et prend la troisième place. La Lituanie ne faisant pas partie des meilleurs troisièmes, ne se qualifie pas pour les quarts de finale.
| Rang | Pays            | J | V | N | D | Pm  | Pe  | Diff | Pts |
| ---- | --------------- | - | - | - | - | --- | --- | ---- | --- |
| 1    | Grande-Bretagne | 3 | 3 | 0 | 0 | 100 | 5   | +95  | 9   |
| 2    | Portugal        | 3 | 2 | 0 | 1 | 88  | 50  | +38  | 7   |
| 3    | Lituanie        | 3 | 1 | 0 | 2 | 36  | 72  | -36  | 5   |
| 4    | Roumanie        | 3 | 0 | 0 | 3 | 17  | 114 | -97  | 3   |

### Phase finale

#### Matchs de placement
Lors du premier match pour la neuvième place, la Lituanie bat la Pologne 33-10. La Tchéquie bat quant à elle la Roumanie 21 à 15.
Avec trois essais transformés, la Pologne s'impose 21-19 face à la Roumanie et termine à la onzième place. La Lituanie l'emporte 24 à 19 contre la Tchéquie en toute fin de rencontre après un essai de Martynas Lianzbergas et termine neuvième.
Les demi-finales des matchs pour la cinquième à la huitièmes place se sont ensuite déroulés et ce sont la Belgique et l'Allemagne qui ont triomphé, la première en battant la Géorgie 21-5 et la seconde en battant l'Italie 21-19. Les Géorgiens battent ensuite les Italiens sur une victoire 19-7 et terminent en septième position. Les Belges s'imposent quant à eux 24-0 face aux Allemands et finissent cinquièmes.

#### Quarts de finale
L'Irlande devient la première équipe à se qualifier pour les demi-finales en battant la Belgique 26-12. L'Irlande menait 14-7 à la mi-temps et s'est imposée grâce à deux essais de Liam McNamara. L'Espagne élimine ensuite l'Italie grâce à une victoire 36 à 7. Puis, la Grande-Bretagne menait 14-5 jusqu'aux cinq dernières minutes, lorsque Philip Gleitze marque un essai non converti. Toutefois, les Britanniques ont tenu le score et se sont finalement imposés 14 à 10. Enfin, le Portugal élimine la Géorgie 31 à 5 et est la dernière équipe à se qualifier en demi-finales.

#### Demi-finales
Lors de la première demi-finale, L'Irlande s'impose facilement face au Portugal sur le score de 24 à 0 et devient la première équipe à se qualifier pour la finale. La Grande-Bretagne rejoint ensuite l'Irlande après avoir battu l'Espagne 7 à 19.

#### Match pour la troisième place et Finale
Pour la troisième place, l'Espagne affronte le Portugal. En première période, les Espagnols marquent quatre essais transformer pour prendre le dessus sur le Portugal. Pol Pla, Josep Serres et Juan Pedro Ramos à deux reprises sont les marqueurs d'essais et ce dernier a passé toutes les transformations pour porter le score à 28-0 après sept minutes de jeu. Après la mi-temps, Pla ajouté son deuxième essai, puis Joao Rosa marque également. L'Espagne s'impose donc largement sur le score de 42 à 0. Ils participeront donc à l'épreuve de repêchage de World Rugby Sevens après avoir remporté leur propre médaille de bronze.
La finale masculine opposant l'Irlande à la Grande-Bretagne clos la compétition. L'Irlande prend l'avantage en début de première mi-temps grâce à un essai et une transformation de Billy Dardis. Tom Williams réplique pour la Grande-Bretagne et Kaleem Barreto transforme l'essai pour porter le score à 7-7. Juste avant la pause, Fergusson reçoit un carton jaune et un essai transformé par Terry Kennedy permet à l'Irlande de mener 14-7 à la mi-temps. Jordan Conroy marque ensuite deux essais et March Roche une transformation pour prendre définitivement l'avantage. Malgré un essai de Femi Sofolarin en fin de rencontre, la Grande-Bretagne est battue 26 à 12. L'Irlande remporte ainsi l'or et sa place aux Jeux olympiques, tandis que la Grande-Bretagne, médaillée d'argent, aura comme l'Espagne, une nouvelle chance de participer au grand événement lors d'un repêchage,,.

#### Tableau final
|  | Quarts de finale | Quarts de finale | Quarts de finale | Quarts de finale |         |         | Demi-finales | Demi-finales | Demi-finales                  | Demi-finales                  |                               |                               | Finale | Finale | Finale | Finale |
|  |                  |                  |                  |                  |         |         |              |              |                               |                               |                               |                               |        |        |        |        |
|  |                  |                  |                  |                  |         |         |              |              |                               |                               |                               |                               |        |        |        |        |
|  |                  |                  |                  |                  |         |         |              |              |                               |                               |                               |                               |        |        |        |        |
|  | Irlande          | Irlande          | 26               | 26               |         |         |              |              |                               |                               |                               |                               |        |        |        |        |
|  | Irlande          | Irlande          | 26               | 26               |         |         |              |              |                               |                               |                               |                               |        |        |        |        |
|  | Belgique         | Belgique         | 12               | 12               |         |         |              |              |                               |                               |                               |                               |        |        |        |        |
|  | Belgique         | Belgique         | 12               | 12               | Irlande | Irlande | 24           | 24           |                               |                               |                               |                               |        |        |        |        |
|  |                  |                  |                  |                  | Irlande | Irlande | 24           | 24           |                               |                               |                               |                               |        |        |        |        |
|  |                  |                  | Portugal         | Portugal         | 0       | 0       |              |              |                               |                               |                               |                               |        |        |        |        |
|  | Géorgie          | Géorgie          | Portugal         | Portugal         | 0       | 0       | 5            | 5            |                               |                               |                               |                               |        |        |        |        |
|  | Géorgie          | Géorgie          |                  |                  |         |         |              | 5            |                               |                               |                               |                               |        |        |        |        |
|  | Portugal         | Portugal         | 31               | 31               |         |         |              |              |                               |                               |                               |                               |        |        |        |        |
|  | Portugal         | Portugal         | 31               | 31               | Irlande | Irlande | 26           | 26           |                               |                               |                               |                               |        |        |        |        |
|  |                  |                  |                  |                  | Irlande | Irlande | 26           | 26           |                               |                               |                               |                               |        |        |        |        |
|  |                  |                  | Grande-Bretagne  | Grande-Bretagne  | 12      | 12      |              |              |                               |                               |                               |                               |        |        |        |        |
|  | Espagne          | Espagne          | Grande-Bretagne  | Grande-Bretagne  | 12      | 12      | 36           | 36           |                               |                               |                               |                               |        |        |        |        |
|  | Espagne          | Espagne          |                  |                  |         |         |              |              |                               |                               |                               |                               |        |        |        |        |
|  | Italie           | Italie           | 7                | 7                |         |         |              |              |                               |                               |                               |                               |        |        |        |        |
|  | Italie           | Italie           | 7                | 7                | Espagne | Espagne | 7            | 7            | Match pour la troisième place | Match pour la troisième place | Match pour la troisième place | Match pour la troisième place |        |        |        |        |
|  |                  |                  |                  |                  | Espagne | Espagne | 7            | 7            | Match pour la troisième place | Match pour la troisième place | Match pour la troisième place | Match pour la troisième place |        |        |        |        |
|  |                  |                  | Grande-Bretagne  | Grande-Bretagne  | 19      | 19      |              |              |                               |                               |                               |                               |        |        |        |        |
|  | Grande-Bretagne  | Grande-Bretagne  | Grande-Bretagne  | Grande-Bretagne  | 19      | 19      | 14           | 14           |                               |                               |                               |                               |        |        |        |        |
|  | Grande-Bretagne  | Grande-Bretagne  |                  |                  |         |         |              | 14           |                               |                               | Portugal                      | Portugal                      | 0      | 0      |        |        |
|  | Allemagne        | Allemagne        | 10               | 10               |         |         |              |              |                               |                               | Portugal                      | Portugal                      | 0      | 0      |        |        |
|  | Allemagne        | Allemagne        | 10               | 10               | Espagne | Espagne | 42           | 42           |                               |                               |                               |                               |        |        |        |        |
|  |                  |                  |                  |                  |         |         |              |              |                               |                               |                               |                               |        |        |        |        |

|  | Barrage 9-12 | Barrage 9-12 | Barrage 9-12 | Barrage 9-12 |                         |          | Match pour la 9e place | Match pour la 9e place | Match pour la 9e place | Match pour la 9e place |
|  |              |              |              |              |                         |          |                        |                        |                        |                        |
|  |              |              |              |              |                         |          |                        |                        |                        |                        |
|  | Lituanie     | Lituanie     | 33           | 33           |                         |          |                        |                        |                        |                        |
|  | Lituanie     | Lituanie     | 33           | 33           |                         |          |                        |                        |                        |                        |
|  | Pologne      | Pologne      | 10           | 10           |                         |          |                        |                        |                        |                        |
|  | Pologne      | Pologne      | 10           | 10           | Lituanie                | Lituanie | 24                     | 24                     |                        |                        |
|  |              |              |              |              | Lituanie                | Lituanie | 24                     | 24                     |                        |                        |
|  |              |              | Tchéquie     | Tchéquie     | 19                      | 19       |                        |                        |                        |                        |
|  | Tchéquie     | Tchéquie     | Tchéquie     | Tchéquie     | 19                      | 19       | 21                     | 21                     |                        |                        |
|  | Tchéquie     | Tchéquie     |              |              |                         |          |                        | 21                     |                        |                        |
|  | Roumanie     | Roumanie     | 15           | 15           |                         |          |                        |                        |                        |                        |
|  | Roumanie     | Roumanie     | 15           | 15           | Match pour la 11e place |          |                        |                        |                        |                        |
|  |              |              |              |              |                         |          |                        |                        |                        |                        |
|  |              |              |              |              |                         |          |                        |                        |                        |                        |
|  | Pologne      | Pologne      | 21           | 21           |                         |          |                        |                        |                        |                        |
|  | Pologne      | Pologne      | 21           | 21           |                         |          |                        |                        |                        |                        |
|  | Roumanie     | Roumanie     | 19           | 19           |                         |          |                        |                        |                        |                        |
|  | Roumanie     | Roumanie     | 19           | 19           |                         |          |                        |                        |                        |                        |

|  | Barrage 5-8 | Barrage 5-8 | Barrage 5-8 | Barrage 5-8 |                        |          | Match pour la 5e place | Match pour la 5e place | Match pour la 5e place | Match pour la 5e place |
|  |             |             |             |             |                        |          |                        |                        |                        |                        |
|  |             |             |             |             |                        |          |                        |                        |                        |                        |
|  | Belgique    | Belgique    | 21          | 21          |                        |          |                        |                        |                        |                        |
|  | Belgique    | Belgique    | 21          | 21          |                        |          |                        |                        |                        |                        |
|  | Géorgie     | Géorgie     | 5           | 5           |                        |          |                        |                        |                        |                        |
|  | Géorgie     | Géorgie     | 5           | 5           | Belgique               | Belgique | 24                     | 24                     |                        |                        |
|  |             |             |             |             | Belgique               | Belgique | 24                     | 24                     |                        |                        |
|  |             |             | Allemagne   | Allemagne   | 0                      | 0        |                        |                        |                        |                        |
|  | Italie      | Italie      | Allemagne   | Allemagne   | 0                      | 0        | 19                     | 19                     |                        |                        |
|  | Italie      | Italie      |             |             |                        |          |                        | 19                     |                        |                        |
|  | Allemagne   | Allemagne   | 21          | 21          |                        |          |                        |                        |                        |                        |
|  | Allemagne   | Allemagne   | 21          | 21          | Match pour la 7e place |          |                        |                        |                        |                        |
|  |             |             |             |             |                        |          |                        |                        |                        |                        |
|  |             |             |             |             |                        |          |                        |                        |                        |                        |
|  | Italie      | Italie      | 7           | 7           |                        |          |                        |                        |                        |                        |
|  | Italie      | Italie      | 7           | 7           |                        |          |                        |                        |                        |                        |
|  | Géorgie     | Géorgie     | 19          | 19          |                        |          |                        |                        |                        |                        |
|  | Géorgie     | Géorgie     | 19          | 19          |                        |          |                        |                        |                        |                        |

## Tableau des médailles
- Pays organisateur (Pologne)

| Rang  | Nation          | Or | Argent | Bronze | Total |
| ----- | --------------- | -- | ------ | ------ | ----- |
| 1     | Grande-Bretagne | 1  | 1      | 0      | 2     |
| 2     | Irlande         | 1  | 0      | 0      | 1     |
| 3     | Pologne         | 0  | 1      | 0      | 1     |
| 4     | Espagne         | 0  | 0      | 1      | 1     |
| 4     | Tchéquie        | 0  | 0      | 1      | 1     |
| Total | Total           | 2  | 2      | 2      | 6     |